# Тёрнер, Алан
Алан Тёрнер (англ. Alan Turner; род. 23 июля 1950, Сидней) — австралийский крикетист, серебряный призёр чемпионата мира (1975) в составе национальной сборной.

## Биография

### Ранняя жизнь
Родился 23 июля 1950 года в Сиднее, штат Новый Южный Уэльс, Австралия.
После окончания обучения устроился в британскую транснациональную компанию «British American Tobacco», где работал на сфере 43 лет в области менеджмента и финансового контроля.

### Клубная карьера
Профессиональную карьеру в крикете начал в сезоне 1968/69, присоединившись к команде «Новый Южный Уэльс». Всего в составе команды выступал до окончания сезона 1977/78.

### Карьера в сборной
10 июля 1975 года Тёрнер принял участие в первом матче в составе национальной сборной Австралии против команды Англии. В том же году он вошёл в состав команды, представлявшей страну на чемпионате мира в Англии, завоевав серебряные награды турнира. В матче чемпионата против сборной Шри-Ланки он стал первым австралийцем, сумевшим достигнуть отметки в 100 очков в однодневном турнире.
Свой последний международный матч он провёл 25 февраля 1977 года против сборной Новой Зеландии.